# Landtagswahl in Niederösterreich 1949
- KPÖ: 3
- SPÖ: 22
- ÖVP: 31

Die Landtagswahl in Niederösterreich fand, gemeinsam mit der Nationalratswahl und den Landtagswahlen in den anderen Bundesländern, am 9. Oktober 1949 statt. Die Wahlzettel waren zweigeteilt: in einem Abschnitt wählte man den Nationalrat, im anderen den Landtag. Die ÖVP ging, trotz des Verlustes eines Mandats, als Sieger aus der Wahl und erreichte 31 der 56 Mandate.

## Antretende Parteien und Wahlkreise
Zur Wahl traten in Niederösterreich sechs Parteien an:
- Österreichische Volkspartei (ÖVP)
- Sozialistische Partei Österreichs (SPÖ)
- Kommunistische Partei Österreichs (KPÖ) und Linkssozialisten (SAP) als „Linksblock“ (LB)
- Wahlpartei der Unabhängigen (WdU)
- Demokratische Union (DU)
- 4. Partei (Ergokraten)

Wie schon bei der Landtagswahl 1945 wurde in vier Wahlkreisen gewählt.

## Ergebnis
|                                       | Ergebnisse 1949 | Ergebnisse 1949 | Ergebnisse 1949 | Ergebnisse 1945  | Ergebnisse 1945  | Ergebnisse 1945  | Differenzen | Differenzen | Differenzen |
| ------------------------------------- | --------------- | --------------- | --------------- | ---------------- | ---------------- | ---------------- | ----------- | ----------- | ----------- |
| Stimmen                               | %               | Mand.           | Stimmen         | %                | Mand.            | Stimmen          | %           | Mand.       |             |
| Wahlberechtigte                       | 920.981         |                 |                 | 737.883          |                  |                  | + 183.098   |             |             |
| Abgegebene Stimmen                    | 892.672         | 96,93 %         |                 | 702.975          | 95,27 %          |                  | + 189.697   | + 1,66 %    |             |
| ungültige Stimmen                     | 10.304          | 1,12 %          |                 | 5.718            | 0,77 %           |                  | + 4.586     | + 0,35 %    |             |
| gültige Stimmen                       | 882.368         | 95,81 %         |                 | 697.257          | 94,49 %          |                  | + 185.111   | + 1,32 %    |             |
| Partei                                |                 |                 |                 |                  |                  |                  |             |             |             |
| ÖVP                                   | 463.053         | 52,48 %         | 31              | 384.002          | 54,48 %          | 32               | + 79.051    | - 2,00 %    | - 1         |
| SPÖ                                   | 329.549         | 37,35 %         | 22              | 284.577          | 40,38 %          | 22               | + 44.972    | - 3,03 %    | ± 0         |
| KPÖ und Linkssozialisten (Linksblock) | 48.217          | 5,46 %          | 3               | 36.231           | 5,14 %           | 2                | + 11.986    | + 0,32 %    | + 1         |
| WdU                                   | 38.779          | 4,39 %          | 0               | nicht kandidiert | nicht kandidiert | nicht kandidiert | + 38.779    | + 4,39 %    | ± 0         |
| Demokratische Union                   | 1.265           | 0,14 %          | 0               | nicht kandidiert | nicht kandidiert | nicht kandidiert | + 1.265     | + 0,14 %    | ± 0         |
| Vierte Partei                         | 1.505           | 0,17 %          | 0               | nicht kandidiert | nicht kandidiert | nicht kandidiert | + 1.505     | + 0,17 %    | ± 0         |
| Gesamt                                | 882.368         | 100 %           | 56              | 704.810          | 100 %            | 56               | + 177.558   | ± 0         | ± 0         |